# Dundas Valley, New South Wales
Dundas Valley este o suburbie în Sydney, Australia.